# イボン・ムボゴ
イボン・ランドリー・ムボゴ・ンガノマ（Yvon Landry Mvogo Nganoma、1994年6月6日 - ）は、カメルーン・ヤウンデ出身のスイスのプロサッカー選手。スイス代表。FCロリアン所属。ポジションはGK。

## 経歴

### クラブ
BSCヤングボーイズの下部組織出身。2013年8月のスイス・カップの試合でトップチームデビュー。
2017年4月、7月のRBライプツィヒ移籍内定が発表された。
2020年8月25日、PSVアイントホーフェンへ2シーズンのレンタル移籍が発表された。
2022年7月13日、FCロリアンへ完全移籍。2年契約を結んだ。

### 代表
各年代でスイス代表に選出されている。2015年6月のUEFA EURO 2016予選・リトアニア代表戦でA代表初招集。

## 代表歴

### 出場大会
- スイス代表
  - 2018 FIFAワールドカップ
  - UEFA EURO 2024

### 試合数
- 国際Aマッチ 6試合 0得点（2018年-）[5]

| スイス代表 | 国際Aマッチ | 国際Aマッチ |
| 年         | 出場        | 得点        |
| ---------- | ----------- | ----------- |
| 2018       | 2           | 0           |
| 2019       | 0           | 0           |
| 2020       | 1           | 0           |
| 2021       | 1           | 0           |
| 2022       | 0           | 0           |
| 2023       | 2           | 0           |
| 2024       |             |             |
| 通算       | 6           | 0           |